# الشويرف (ليبيا)
الشويرف هي بلدة في جنوب غرب ليبيا، وتقع على طريق مزدة-براك. وهي حالياً المركز الإداري لبلدية الشويرف التي تضم المشروع، أم الخيل، النهر، شهداء ليبيا.